# Алка Томар
Алка Томар (англ. Alka Tomar; нар. 1 грудня 1983, село Сісолі, округ Мірут, Уттар-Прадеш) — індійська борчиня вільного стилю, бронзова призерка чемпіонату світу, срібна та чотириразова бронзова призерка чемпіонатів Азії, бронзова призерка Азійських ігор, дворазова чемпіонка, срібна та бронзова призерка Чемпіонатів Співдружності, чемпіонка Ігор Співдружності.

## Життєпис
Боротьбою почала займатися з 1999 року. Мати і сусіди не схвалювали занять дівчини боротьбою, але батько, який сам був борцем і помітив талант доньки, вирішив віддати її у великий спорт. На Ігри Співдружності 2010 року, що проходили в Делі, поїхало багато родичів Алки, крім батька, що дуже переживав, і не міг би дивитися, якби донька програла. Але після того, як вона стала чемпіонкою, все село святкувало її перемогу з танцями і солодощами.
Виступала за університетський спортивний клуб Міруту. Тренер — Джабар Сінгх Сохан.
У 2007 році за спортивні досягнення була нагороджена премією «Арджуна».

## Спортивні результати на міжнародних змаганнях

### Виступи на Чемпіонатах світу
| Змагання                        | Збірна | Вагова категорія          | Місце  |
| ------------------------------- | ------ | ------------------------- | ------ |
| Чемпіонат світу з боротьби 2002 | Індія  | жіноча боротьба, до 59 кг | 17     |
| Чемпіонат світу з боротьби 2003 | Індія  | жіноча боротьба, до 55 кг | 24     |
| Чемпіонат світу з боротьби 2005 | Індія  | жіноча боротьба, до 59 кг | 10     |
| Чемпіонат світу з боротьби 2006 | Індія  | жіноча боротьба, до 59 кг | Бронза |
| Чемпіонат світу з боротьби 2007 | Індія  | жіноча боротьба, до 55 кг | 27     |
| Чемпіонат світу з боротьби 2009 | Індія  | жіноча боротьба, до 59 кг | 24     |
| Чемпіонат світу з боротьби 2010 | Індія  | жіноча боротьба, до 59 кг | 9      |

### Виступи на Чемпіонатах Азії
| Змагання                       | Збірна | Вагова категорія          | Місце  |
| ------------------------------ | ------ | ------------------------- | ------ |
| Чемпіонат Азії з боротьби 2003 | Індія  | жіноча боротьба, до 59 кг | Бронза |
| Чемпіонат Азії з боротьби 2004 | Індія  | жіноча боротьба, до 59 кг | Бронза |
| Чемпіонат Азії з боротьби 2005 | Індія  | жіноча боротьба, до 59 кг | Срібло |
| Чемпіонат Азії з боротьби 2007 | Індія  | жіноча боротьба, до 59 кг | 5      |
| Чемпіонат Азії з боротьби 2008 | Індія  | жіноча боротьба, до 55 кг | 7      |
| Чемпіонат Азії з боротьби 2009 | Індія  | жіноча боротьба, до 59 кг | Бронза |
| Чемпіонат Азії з боротьби 2010 | Індія  | жіноча боротьба, до 59 кг | Бронза |
| Чемпіонат Азії з боротьби 2011 | Індія  | жіноча боротьба, до 59 кг | 7      |

### Виступи на Азійських іграх
| Змагання           | Збірна | Вагова категорія          | Місце  |
| ------------------ | ------ | ------------------------- | ------ |
| Азійські ігри 2002 | Індія  | жіноча боротьба, до 55 кг | 4      |
| Азійські ігри 2006 | Індія  | жіноча боротьба, до 55 кг | Бронза |

### Виступи на Кубках світу
| Змагання                    | Збірна | Вагова категорія          | Місце |
| --------------------------- | ------ | ------------------------- | ----- |
| Кубок світу з боротьби 2004 | Індія  | жіноча боротьба, до 59 кг | 7     |

### Виступи на Чемпіонатах Співдружності
| Змагання                                | Збірна | Вагова категорія          | Місце  |
| --------------------------------------- | ------ | ------------------------- | ------ |
| Чемпіонат Співдружності з боротьби 2003 | Індія  | жіноча боротьба, до 55 кг | Срібло |
| Чемпіонат Співдружності з боротьби 2005 | Індія  | жіноча боротьба, до 59 кг | Золото |
| Чемпіонат Співдружності з боротьби 2007 | Індія  | жіноча боротьба, до 59 кг | Бронза |
| Чемпіонат Співдружності з боротьби 2011 | Індія  | жіноча боротьба, до 59 кг | Золото |

### Виступи на Іграх Співдружності
| Змагання                | Збірна | Вагова категорія          | Місце  |
| ----------------------- | ------ | ------------------------- | ------ |
| Ігри Співдружності 2010 | Індія  | жіноча боротьба, до 59 кг | Золото |
| Ігри Співдружності 2010 | Індія  | жіноча боротьба, до 72 кг | 6      |

### Виступи на інших змаганнях
| Змагання                                                        | Збірна | Вагова категорія          | Місце  |
| --------------------------------------------------------------- | ------ | ------------------------- | ------ |
| Міжнародний меморіал Дейва Шульца 2002                          | Індія  | жіноча боротьба, до 59 кг | Бронза |
| Олімпійський кваліфікаційний турнір з боротьби 2004 (Туніс)     | Індія  | жіноча боротьба, до 55 кг | 14     |
| Олімпійський кваліфікаційний турнір з боротьби 2004 (Мадрид)    | Індія  | жіноча боротьба, до 55 кг | 6      |
| Олімпійський кваліфікаційний турнір з боротьби 2008 (Едмонтон)  | Індія  | жіноча боротьба, до 55 кг | 9      |
| Олімпійський кваліфікаційний турнір з боротьби 2008 (Хапаранда) | Індія  | жіноча боротьба, до 55 кг | 12     |
| Міжнародний меморіал Дейва Шульца 2009                          | Індія  | жіноча боротьба, до 59 кг | 6      |
| Міжнародний меморіал Дейва Шульца 2010                          | Індія  | жіноча боротьба, до 59 кг | 6      |

### Виступи на змаганнях молодших вікових груп
| Змагання                                      | Збірна | Вагова категорія          | Місце |
| --------------------------------------------- | ------ | ------------------------- | ----- |
| Чемпіонат світу з боротьби серед юніорів 2001 | Індія  | жіноча боротьба, до 58 кг | 6     |
| Чемпіонат світу з боротьби серед юніорів 2003 | Індія  | жіноча боротьба, до 55 кг | 7     |